# 胡建偉
胡建偉（1718年—1796年），名健，以字行，號勉亭，廣東三水人，清朝政治人物，進士出身。

## 生平
乾隆三年（1738年）登戊午科舉人，次年聯捷己未科進士。選授直隸無極縣知縣，歷任直隸正定縣、福建福鼎縣及永定縣知縣。乾隆二十九年（1764年）署閩縣兼福州糧捕處。次年陞澎湖通判，任內倡建文石書院，制訂學規。乾隆三十八年（1773年）奉令接替李本楠擔任台灣府北路理番同知。該官職品等則為正五品，專司負責北台灣台灣原住民事務與漢人開墾番地之業務。

## 著作
輯有《澎湖紀略》十二卷。